# Acalypha hellwigii
Acalypha hellwigii é uma espécie de flor do gênero Acalypha, pertencente à família Euphorbiaceae.